# Mitrídates (Racine)

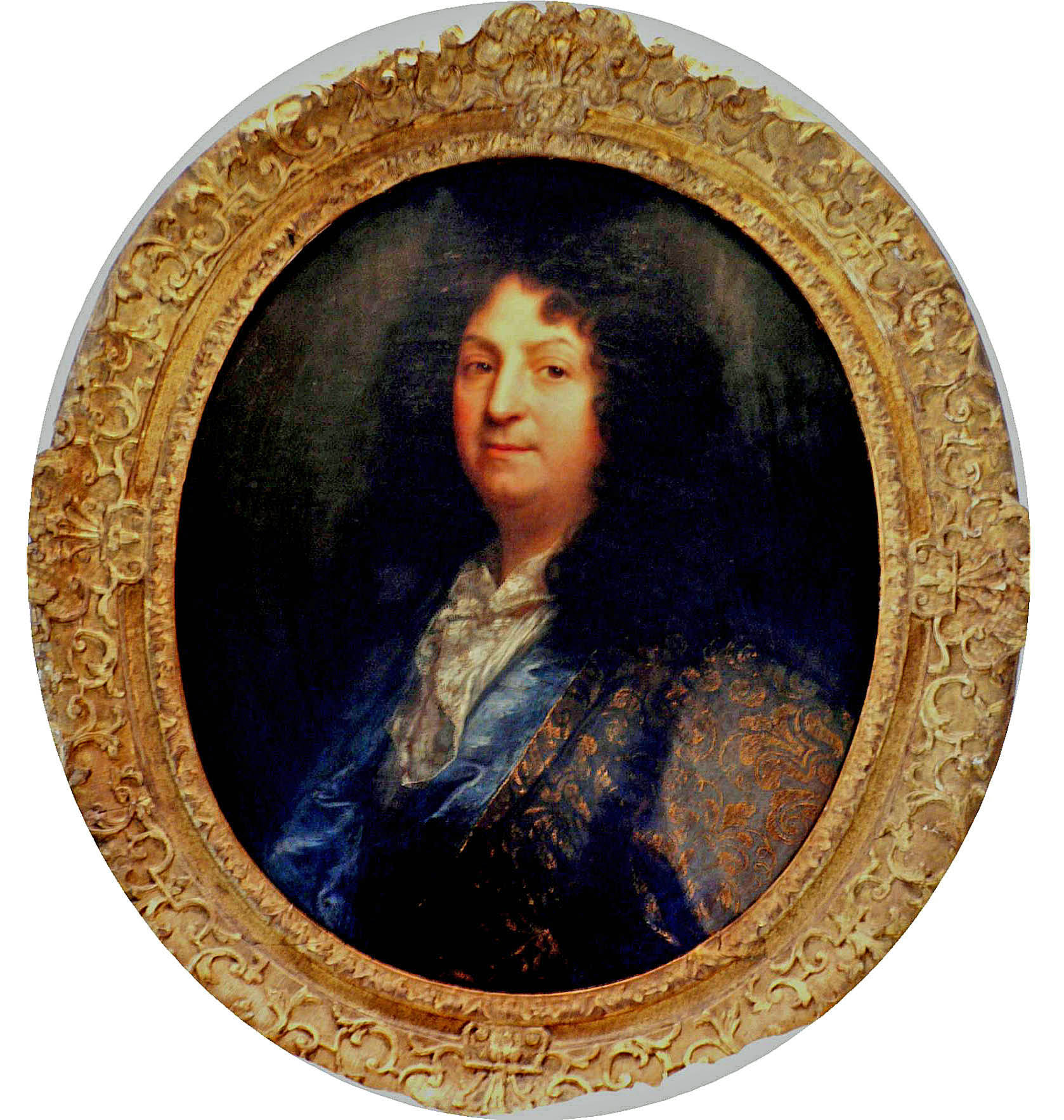
Retrato de Racine

Mitrídates (Mithridate) es una tragedia estrenada a finales de 1672 o a principios de 1673, fue escrita por el dramaturgo francés Racine. El tema está sacado de la historia antigua. Mitrídates VI Eupator (132-63 a. C.) fue rey del Ponto, alrededor del Mar negro. Célebre por haberse acostumbrado progresivamente a los venenos por mitridatización, resistió bastante tiempo a los Romanos, proyectando incluso la invasión de Italia. Acabó suicidándose tras ser traicionado por su propio hijo.
Racine reunió algunos episodios de la vida de Mitrídates en una sola jornada, y como era habitual en él, concede gran importancia a las intrigas
galantes. Pero la dimensión épica está mucho más presente que en otras tragedias. En el terreno estilístico, la obra se caracteriza por un
gran número de discursos largos y monólogos.
Mitrídates fue la tragedia preferida por otro rey, Luis XIV. En los siglos siguientes, la obra se representará cada Vez menos. Es hoy en día una de las obras de Racine menos representadas. La obra constituyó la base de la ópera Mitridate, re di Ponto de Mozart (1770).

## Argumento
- Acto I. Xifarés, uno de los hijos de Mitrídates, acaba de saber que su padre ha muerto y que pronto los romanos entraran vencedores en la ciudad. Teme una traición de su hermano Farnace. que siempre ha apoyado a los romanos. Xifarés ve a Monima, prometida de Mitrídates, a quien declara su amor. Monima no se opone. Llega Farnace, que espera heredar a la vez el reino de su padre y a su prometida. Se sabe entonces que Mitrídates no ha muerto; llegará en cualquier momento. Xifarés y Farnace están de acuerdo de que ambos son culpables y que si uno cae, también el otro estará perdido.

- Acto II. Monima no se siente con ánimos para acoger a Mitrídates como se merece. Por su parte, el rey recibe la confirmación de la perfidia de su hijo Farnace. Hace público su deseo de ejecutarlo. Monima confiesa a Xifarés que lo ama, pero que está decidida a seguir la voluntad de Mitrídates.

- Acto III. Mitrídates anuncia a Farnace y a Xifarés que va a tratar de invadir Italia para golpear a su enemigo en el corazón. Xifarés aprueba elproyecto y quiere participar en él. Mitrídates ordena a Farnace casarse con la hija del rey de los partos. Farnace se niega.

Cuando Mitrídates lo detiene, Farnace revela que Xifarés está enamorado de Monima. Para estar seguro, Mitrídates anuncia a Monima que quiere que se case con Xifarés y entiende, por su reacción, que ella está enamorada de Xifarés.
- Acto IV. Al verse descubierto, Xifarés trata de huir. Mitrídates decide casarse con Monima antes de salir hacia Italia, pero ésta le rechaza. Mientras tanto, Farnace conspira con los Romanos contra su padre.

- Acto V. Los romanos atacan el palacio. Un criado de Mitrídates trae a Monima veneno para que se suicide. Llega una contraorden: Mitrídates, viéndose derrotado, acaba de suicidarse perdonando a Monima. Xifarés, por su parte, consigue rechazar el ataque.

- Datos: Q740134